# Habenaria rariflora
Habenaria rariflora är en orkidéart som beskrevs av Achille Richard. Habenaria rariflora ingår i släktet Habenaria och familjen orkidéer. Inga underarter finns listade i Catalogue of Life.